# فويث
فويث أو فويت (بالألمانية: Voith) هي شركة ألمانية مصنعة لآلات صناعة اللب والورق، والمعدات التقنية لمحطات الطاقة الكهرومائية وأنظمة القيادة والفرامل. تأسست الشركة المملوكة للعائلة، والتي تعمل في جميع أنحاء العالم ويقع مقرها الرئيسي في هايدنهايم آن دير برينز، في عام 1867.